# Карман, полный ржи
«Карма́н, по́лный ржи» (англ. A Pocket Full of Rye) — детективный роман английской писательницы Агаты Кристи из серии произведений о мисс Марпл. Роман был впервые опубликован британским издательством Collins Crime Club в 1953 году. На русском языке выходил неоднократно в разных переводах, в том числе под названием «Зёрнышки в кармане».

## Сюжет
В своём офисе за традиционной чашкой утреннего чая умирает видный бизнесмен Рекс Фортескью. Экспертиза показывает, что бизнесмен был отравлен дома, во время завтрака; по всей видимости, убийца добавил алкалоид тисового дерева в мармелад, который в семье ел только убитый. В кармане покойного, кроме обычных вещей, обнаружены зёрна ржи.
Старый Фортескью не был любим родственниками, а смерть его была выгодна практически каждому члену большой семьи: молодая жена Адель — наследница крупной суммы, старший сын Персиваль — мало того, что основной наследник, так ещё и ссорился с отцом последние месяцы его жизни, невестка Дженифер свёкра терпеть не могла, а дочери отец запрещал выйти замуж за мужчину, которого она любила. Неожиданно приезжает младший сын Ланселот, давно поссорившийся с отцом и живший много лет в Африке. Он рассказывает, что незадолго до смерти отец прислал ему письмо с намерением помириться. По его подозрениям, этот ход отец сделал, узнав, что его жена Пэт — дочь лорда.
После вечернего чая в кругу семьи Адель находят мёртвой; она отравлена цианидом. Служанка Глэдис ведёт себя странно, явно нервничает и в конце дня куда-то исчезает. Её находят задушенной за домом возле веревки с бельем; на носу убитой — бельевая прищепка. В её комнате полиция находит газетные вырезки со статьями про фантастические лекарства, а также письма от некоего Альберта Эванса.
Мисс Марпл приезжает в «Тисовую хижину» (так называется дом семьи Фортескью), узнав об убийствах. Глэдис, которую мисс Марпл несколькими годами ранее учила ремеслу прислуги, не забыла свою наставницу и регулярно ей писала. Старая леди замечает, что убийства происходят в соответствии с детской считалкой «Спой песню за шесть пенсов» (англ. Sing a Song of Sixpence), согласно которой дрозды начинают петь, когда король подсчитывает свою казну, королева — завтракает в маленькой гостиной, а горничная в саду вешает бельё. Убийца совершает преступления в соответствии со считалкой! К тому же покойному Рексу некоторое время назад подкладывали мёртвых дроздов птиц и в комнату, и в еду. Возможно, убийца психически ненормален?
Много лет назад Рекс Фортескью оказался причастен к смерти своего компаньона Маккензи; жена последнего помешалась на идее мести и с детства внушала своим детям ненависть к Рексу. Сама она находится в психиатрической клинике, сын погиб, но дочь Руби, судя по всему, жива. Оказывается, что Руби — Дженнифер Фортескью; именно она подбрасывала мёртвых дроздов, чтобы досадить свёкру, но к убийствам отношения не имеет.
Тем временем Мисс Марпл, обдумав все факты, указывает истинного убийцу. Это Ланселот, младший сын Рекса Фортескью. Он не получал никаких писем от отца с предложением помириться, он ловко сманипулировал фактами, чтобы объяснить свое возвращение. Женившись на Патриции, дочери лорда, представительнице высшего класса, по любви, Ланселот нуждался в деньгах. Он вернулся в Англию ненадолго, встретился с Рексом и Адель, но, убедившись, что отец не собирается его прощать, решил убить его и получить какое-никакое наследство, коль скоро числился партнером в фирме. На курорте он, назвавшись Альбертом Эвансом, познакомился с Глэдис и легко вскружил голову некрасивой и не слишком умной девушке. Он встретился с Глэдис и убедил её в определенный день добавить в мармелад некое вещество, которое девушка считала «сывороткой правды», а также подсыпать в карман отцу зёрна ржи; всё это якобы для того, чтобы вынудить Рекса признаться в неких «старых грехах». Девушка, доверяя возлюбленному, сделала, как он сказал, а после смерти Рекса испугалась и не рассказала полиции, что произошло. Она ждала Альберта, который обещал приехать следующим вечером и все уладить. Но следующим вечером приехал Ланселот, он прибыл в дом на несколько минут раньше, чем все думали, выманил из дома Глэдис и убил её в саду, нацепив ей на нос бельевую прищепку. Затем он зашел в дом, провел вечер с членами семьи и незаметно подсыпал цианид в чай Адель. Таким образом он провернул все убийства в соответствии с детской с детской считалкой, наводя всех на мысль, что убийства совершил либо ненормальный, либо одержимый местью наследник Маккензи. На деле же он избавился от своей невинной сообщницы Глэдис и свидетельницы того, что отец вовсе не собирался с ним мириться, Адель.
Конечной целью Ланса было получение контроля над шахтой «Чёрные дрозды» — той самой, из-за которой в своё время умер Маккензи. Шахта не приносила никакого дохода и считалась бесполезной, но недавно в этих местах нашли залежи урана, который был никому не нужен во времена создания шахты, а теперь мог озолотить её владельца.
Рассказав инспектору полиции о своих догадках, мисс Марпл оставляет ему сбор доказательств и возвращается в Сэнт-Мэри-Мид, где её ожидает доставленное после отъезда письмо от Глэдис. В нём девушка рассказывает о возлюбленном; в письмо вложена тайком сделанная Глэдис фотография мнимого Альберта Эванса. Это действительно Ланс Фортескью — неопровержимая улика всё это время ждала мисс Марпл у неё дома.

## Действующие лица
- Рекс Фортескью  — промышленник, владелец многих предприятий, пожилой, властный.
- Адель Фортескью — вторая жена Рекса, привлекательная женщина, в прошлом работала маникюристом; многие в окружении считают, что она вышла замуж ради денег.
- Персиваль Фортескью — старший сын и деловой партнёр Рекса, чопорный и привередливый, но никак не глупый.
- Дженнифер Фортескью — жена Персиваля, пухленькая домохозяйка, любимое занятие — хождение по магазинам.
- Ланселот Фортескью — Ланс, как его все называют, младший сын Рекса, великолепная паршивая овца семейства Фортескью; очень красив и обаятелен, нравится женщинам, но после какой-то тёмной истории отец порвал с ним; живёт где-то в Африке.
- Пэт Фортескью — жена Ланселота, куда уютнее чувствует себя в обществе лошадей, чем в обществе новых родственников.
- Элейн Фортескью — дочь Рекса, единственная из всего клана, кто подлинно скорбит.
- Джеральд Райт — школьный учитель, неофициально обручённый с Элейн.
- Эффи Рэмсботтом — свояченица Рекса, сестра его первой жены; терпеть не может греха и распутства.
- Мэри Доув — толковая и не теряющая самообладания экономка, трагедия в «Тисовой хижине» её, похоже, забавляет.
- Глэдис Мартин — горничная в «Тисовой хижине», увы, не слишком сообразительная.
- Эллен — уборщица, чья матушка когда-то наказала ей не прикасаться к тисовым ягодам.
- Крамп — дворецкий в «Тисовой хижине», любитель опрокинуть стаканчик.
- Миссис Крамп — повариха в «Тисовой хижине», радеет за своё дело и регулярно запирает от мужа бар.
- Вивиан Дюбуа — осмотрительный партнёр Адель «по гольфу».
- Инспектор Нил — человек весьма проницательный, хотя по его внешности этого не скажешь.
- Сержант Хей — сподвижник и правая рука инспектора Нила.
- Мисс Марпл — пожилая, но весьма смекалистая дама, имеющая свои соображения насчёт дроздов.
- Мисс Гросвенор — секретарша Рекса, до того роскошная, что дух захватывает.
- Мисс Соммерс — одна из машинисток в компании Рекса Фортескью и самая бестолковая; лучшие годы остались позади, и на лице отпечаталось кроткое овечье беспокойство.
- Мисс Гриффит — седовласая старшая машинистка, весьма толковая, не терпящая беспорядка дама.

## Экранизации
- 1983 — «Тайна „Чёрных дроздов“» (реж. Вадим Дербенёв, производство киностудии «Мосфильм», в главной роли Ита Эвер).
- 1985 — «Карман, полный ржи» (сериал «Мисс Марпл», производство BBC, в главной роли Джоан Хиксон).
- 2009 — «Карман, полный ржи», в роли Мисс Марпл Джулия Маккензи.